# Fifi Young
Fifi Young ou Nonie Tan (chinois traditionnel : 陳金娘 ; pinyin : Chén Jīnniáng) née le 12 janvier 1915 à Aceh et morte le 5 mars 1975 à Jakarta, est une actrice indonésienne d'origine mixte française et chinoise qui  joué dans au moins 86 films au cours de ses 34 ans de carrière,.

## Filmographie
- Kris Mataram (Kris de Mataram; 1940)
- Zoebaida (1940)
- Pantjawarna (FCinq couleurs; 1941)
- Air Mata Iboe (Les larmes de la mère; 1941)
- Bintang Surabaja 1951 (Étoile de Surabaya 1951; 1950)
- Harumanis (Doux et parfumé; 1950)
- Irawaty (Aju Kesuma) (Irawaty [belle fleur]; 1950)
- Meratap Hati (Déplorer le coeur; 1950)
- Ratapan Ibu (Lamentations de la mère; 1950)
- Djakarta Diwaktu Malam (Jakarta la nuit; 1954)
- Halilintar (1954)
- Sedarah Sedaging (Sang et chair; 1954)
- Siapa Ajahku (Qui est mon père; 1954)
- Tarmina (1954)
- Gadis Sesat (Fille perdue; 1955)
- Berdjumpa Kembali (Revoir; 1955)
- Kekasih Ajah (L'amant du père; 1955)
- Rumah Gila (Une maison de fous; 1955)
- Pemetjahan Poligami (Rupture polygame; 1956)
- Terang Bulan Terang di Kali (Le clair de lune brille dans le ruisseau; 1956)
- Tiga Dara (Trois dames; 1956)
- Tandjung Katung (1957)
- Air Mata Ibu (Les larmes de la mère; 1957)
- Konsepsi Ajah (Conception du père; 1957)
- Asrama Dara (L'amour des femmes; 1958)
- Bertamasja (Vacances; 1959)
- Momon (1959)
- Serba Salah (Toujours faux; 1959)
- Tiga Mawar (Trois Roses; 1959)
- Darah Tinggi (Hypertension artérielle; 1960)
- Desa yang Dilupakan (Le village oublié; 1960)
- Gadis Manis Dipinggir Djalan (Sweet Maiden au bord de la route; 1960)
- Gaja Remadja (Adolescente; 1960)
- Mendung Sendja Hari (Sombre à midi; 1960)
- Asmara dan Wanita (La passion et les femmes; 1961)
- Limapuluh Megaton (Cinquante mégatonnes; 1961)
- Notaris Sulami (Sulami le notaire public; 1961)
- Sajem(1961)
- Pesan Ibu (Message de la mère; 1961)
- Si Kembar (Les jumeaux; 1961)
- Holiday in Bali (1962)
- Violetta (1962)
- DKN 901 (1962)
- Bintang Ketjil (Petite étoile; 1963)
- Daerah Perbatasan (Frontière; 1964)
- Pilihan Hati (Choix du coeur; 1964)
- Manusia dan Peristiwa (L'humanité et les événements; 1968)
- Awan Djingga (Nuages oranges; 1970)
- Bali (1970)
- Dibalik Pintu Dosa (Derrière les portes du péché; 1970)
- Hidup, Tjinta dan Air Mata (La vie, l'amour et les larmes; 1970)
- Samiun dan Dasima (Samiun et Dasima; 1970)
- Si Bego Menumpas Kutjing Hitam (L'idiot s'attaque au chat noir; 1970)
- Si Pitung (1970)
- Banteng Betawi (Le taureau Betawi; 1971)
- Biarkan Musim Berganti (Laissez passer les saisons; 1971)
- Derita Tiada Akhir (Souffrance sans fin; 1971)
- Djembatan Emas (Le pont d'or; 1971)
- Ilusia (Kasih Tak Terputuskan) (Illusion [Amour non partagé]; 1971)
- Insan Kesepian (Personne seule; 1971)
- Malin Kundang (Anak Durhaka) (Malin Kundang [Enfant abandonné]; 1971)
- Pengantin Remaja (Mariée adolescente; 1971)
- Rina (1971)
- Tjinta di Batas Peron (L'amour au bord du camion; 1971)
- Mawar Rimba (Rose de la jungle; 1972)
- Pengantin Tiga Kali (Marié trois fois; 1972)
- Salah Asuhan (Mauvaise éducation; 1972)
- Aku Tak Berdosa (J'ai rien fait de mal; 1972)
- Titienku Sayang (Mon cher Titien; 1972)
- Tjintaku Djauh Dipulau (Mon Titien, loin d'ici; 1972)
- Wajah Seorang Pembunuh (Visage d'un tueur; 1972)
- Ketemu Jodoh (Rencontrer une âme sœur; 1973)
- Kutukan Ibu (La malédiction de la mère; 1973)
- Ambisi (Ambition; 1973)
- Jembatan Merah (Pont rouge; 1973)
- Si Doel Anak Betawi (Doel, l'enfant Betawi; 1973)
- Bobby (1974)
- Si Bagong Mujur (Le bagong chanceux; 1974)
- Tetesan Air Mata Ibu (Larmes de maman; 1974)
- Cinta Remaja (Amoureux adolescents; 1974)
- Ratapan dan Rintihan (Lamentations et pleurs; 1974)
- Hamidah (1974)
- Sayangilah Daku (Aime-moi; 1974)
- Mei Lan, Aku Cinta Padamu (Mei Lan, je t'aime; 1974)
- Gaun Pengantin (Robe de mariée; 1974)
- Ranjang Pengantin (Lit de mariage; 1974)